# 249300 Karenmortfield
249300 Karenmortfield este o planetă minoră (asteroid), cu un diametru de 2,422 km, din centura de asteroizi. A fost descoperită pe 18 octombrie 2008 la  de . 
Obiectul prezintă o orbită caracterizată de o semiaxă mare de 2,5566350223087 UAi, o excentricitate de 0,055959684935976, o înclinație de 3,6305720116258 ° în raport cu ecliptica.